# La dolce vita
La dolce vita es una película italiana de 1960, escrita y dirigida por Federico Fellini, con la actuación de Marcello Mastroianni, Anita Ekberg y Anouk Aimée.
Se considera como la película que marca la separación entre los anteriores trabajos neorrealistas de Fellini y su posterior período simbolista. Universalmente aclamada, está considerada por muchos como el mejor trabajo del director y como uno de los mayores logros en la historia del cine, con algunos críticos considerándola como la mejor película que se haya hecho jamás. Se estrenó en el Festival de Cine de Cannes donde fue galardonada con la Palma de Oro de 1960. En los Premios Óscar de 1960 se hizo con el Óscar al mejor diseño de vestuario (obra del director artístico Piero Gherardi) y fue candidata a los premios a la mejor dirección, al mejor guion original y a la mejor dirección artística.
La película fue prohibida en varios países al momento de su estreno luego de que el periódico de la Ciudad del Vaticano, L'Osservatore Romano, catalogara su contenido como obsceno, prohibición que se mantendría por varios años; por ejemplo, no se estrenó en España hasta 1980, veinte años después de su estreno original en Cannes.

## Resumen
Carente de una estructura tradicional en su trama, la cinta muestra una serie de noches y mañanas a lo largo de la Via Veneto de Roma, vistos desde el punto de vista de su personaje principal, un escritor de crónicas sociales llamado Marcello Rubini. Basados en la interpretación más común de la historia, la película puede ser dividida en un prólogo y siete episodios principales divididos por un intermedio y un epílogo.

### Prólogo
Primera secuencia diurna: Un helicóptero transporta una estatua de Jesucristo por encima de los acueductos de Roma mientras que el helicóptero de noticias en donde se encuentra Marcello Rubini, lo sigue. El helicóptero de noticias se detiene momentáneamente para ver a un grupo de mujeres en traje de baño bronceándose en el techo de un edificio. Marcello trata de conseguir el número de teléfono de las mujeres, pero el sonido del helicóptero hace imposible la comunicación. El periodista finalmente se resigna y continúa con su trabajo, siguiendo a la estatua hasta la plaza de San Pedro.

### Episodio 1
Primera secuencia nocturna: En un exclusivo club nocturno, Marcello se encuentra con Maddalena, una hermosa y rica heredera a quien conoce de antes. Maddalena está cansada de Roma y está en constante búsqueda de nuevas sensaciones mientras que Marcello considera que Roma es perfecta debido a que es una jungla en la que se puede esconder. Hacen el amor apasionadamente en el apartamento de una prostituta a quien habían ayudado momentos antes. 
Primera secuencia al amanecer: Marcello regresa a su apartamento para encontrar que su prometida, Emma, ha tomado pastillas para envenenarse. En camino al hospital, él le declara su amor eterno y lo hace nuevamente mientras ella reposa en la sala de emergencia. Sin embargo, mientras espera su recuperación, él intenta llamar a Maddalena, sin éxito.

### Episodio 2

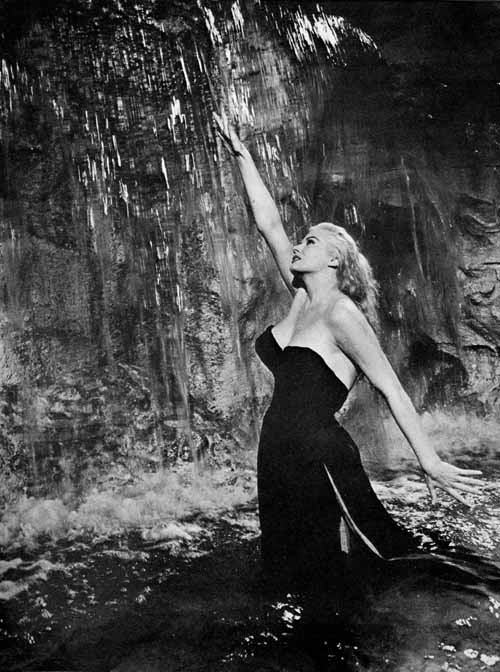
Sylvia en la Fontana de Trevi.

Segunda secuencia diurna: Marcello va a cubrir la llegada a Roma de una famosa actriz llamada Sylvia; una vez allí ella es recibida por una horda de reporteros.
Durante la conferencia de prensa, Marcello llama a su casa para asegurarse de que Emma ha tomado sus medicamentos, mientras que le asegura que él no está solo con Sylvia. Mientras que la estrella de cine responde a las innumerables preguntas de los reporteros, su novio Robert entra en la habitación tarde y ebrio. Marcello le recomienda casualmente al productor de Sylvia que esta sea llevada en una gira por San Pedro.
Dentro de la cúpula de la basílica de San Pedro, Sylvia es capaz de escapar de los reporteros, que son incapaces de seguir su enérgica carrera. Inspirado, Marcello es capaz de alcanzarla cuando llegan al balcón que mira directamente al Vaticano.
Segunda secuencia nocturna: Esa misma noche, Marcello y Sylvia se van de fiesta por toda la via Veneto, culminando en un baile en los Baños de Caracalla. El prometido de Sylvia, Robert, aburrido, se pasa toda la noche dibujando caricaturas y leyendo el periódico. Una discusión entre Sylvia y Robert hace que esta se retire, seguida por Marcello. Finalmente solos, Marcello y Sylvia pasan el resto de la velada paseando por los callejones de Roma, culminando con la famosa escena en la que ambos personajes se bañan en las aguas de la Fontana de Trevi.
Segunda secuencia al amanecer: Como un conjuro mágico que acaba de romperse, el amanecer llega al momento en que Sylvia juguetonamente unge a Marcello con las aguas de la fuente. Ambos conducen de vuelta al hotel de Sylvia, donde encuentran a un enfurecido Robert. Este abofetea a Sylvia y le ordena irse a la cama; posteriormente golpea a Marcello, quien se retira.

### Episodio 3a
Tercera secuencia diurna: Marcello se encuentra en una iglesia con su distinguido amigo intelectual, Steiner, que toca música de Bach en el órgano del templo. Steiner le muestra un libro escrito en sánscrito.

### Episodio 4
Cuarta secuencia diurna: Marcello, su fotógrafo y amigo Paparazzo y Emma, conducen hacia las afueras de Roma para cubrir una supuesta aparición de la Virgen, reportada por dos niños. Aunque la Iglesia Católica oficialmente se mantiene escéptica, una gigantesca multitud se reúne en el sitio. 
Tercera secuencia nocturna: Esa noche, el evento es cubierto por cadenas de televisión y radios de toda Italia, siguiendo ciegamente a los dos niños de esquina a esquina mientras cae una lluvia torrencial. La multitud reduce a pedazos el árbol donde supuestamente había aparecido la virgen; mientras tanto, Emma le reza a la Virgen María para que se le entregue la sola posesión del corazón de Marcello. 
Tercera secuencia al amanecer: La multitud se separa luego de que un niño muriera aplastado en la desesperada búsqueda de la Virgen; la madre inconsolable llora la muerte de su hijo.

### Episodio 3b
Cuarta secuencia nocturna: Marcello y Emma van a una reunión en el lujoso apartamento de Steiner. Ahí conocen a un grupo de intelectuales que recitan poesía, tocan la guitarra, discuten ideas filosóficas y escuchan los sonidos de la naturaleza grabados en una cinta. Mientras una mujer del grupo afirma que es mejor no casarse para así no tener la necesidad de elegir, Marcello responde que es mejor ser elegido que elegir. Emma parece encantada con los hijos y el hogar de Steiner, y le dice a Marcello que algún día él tendrá una vida como esa.
En la terraza Marcello expresa a Steiner su admiración por él y todo lo que representa, pero Steiner admite que se siente confundido y que se debate entre la seguridad que una vida materialista le brinda y su deseo de adoptar un estilo de vida más espiritual, pero inseguro. Steiner filosofa acerca de la necesidad de amor en el mundo y teme a lo que sus hijos se puedan enfrentar en el futuro.

### Intermedio
Quinta  diurna: Marcello se pasa todo el día en un café trabajando en su novela. Ahí conoce a una joven camarera llamada Paola, y ambos conversan toda la tarde acerca de sus parecidos gustos musicales. Marcello posteriormente coquetea con ella preguntándole si tiene novio, y comparándola con un ángel, antes de retirarse al anochecer.

### Episodio 5
Quinta secuencia nocturna: Marcello y su padre, que se encuentra de visita en Roma, se van de fiesta junto con Paparazzo. En un club Marcello le presenta a su padre a Fanny, una hermosa bailarina y una antigua amante suya. El padre de Marcello y Fanny conectan rápidamente y se pasan toda la noche conversando; mientras tanto Marcello le comenta a Paparazzo que de joven no veía muy seguido a su padre, que regularmente se pasaba semanas fuera de casa. Fanny invita al padre de Marcello a su apartamento, mientras que otras dos bailarinas invitan a Marcello y a Paparazzo a irse con ellas. Ambos aceptan, pero Marcello se retira cuando llegan al edificio de las bailarinas. Inmediatamente Fanny sale de su apartamento, y le indica a Marcello que su padre se ha enfermado.
Cuarta secuencia al amanecer: El padre de Marcello ha sufrido un ligero ataque cardíaco. Marcello quiere que se quede con él un tiempo, para poder cuidarlo durante su recuperación y para que puedan pasar tiempo juntos pero su padre, debilitado, le dice que quiere regresar a su casa a Cesena y toma un taxi para tomar el primer tren de regreso. Deja a Marcello desamparado en la calle, mirando el taxi alejarse.

### Episodio 6
Sexta secuencia nocturna: Marcello, Nico (interpretándose a ella misma) y un grupo de amigos, conducen a un castillo aristocrático en las afueras de Roma. Dentro del castillo hay una fiesta ya empezada. Por casualidad, Marcello se encuentra de nuevo con Maddalena; ambos recorren el castillo hasta llegar a una gigantesca y oscura habitación en donde ambos se separan. Usando el eco de la habitación Maddalena le pide a Marcello que se case con ella; él le profesa su amor pero evade contestar su propuesta; otro hombre aparece y besa a Maddalena, quien pierde interés en Marcello, él se reúne con su grupo y pasa la noche con Jane, una artista americana. 
Quinta secuencia al amanecer: Agotados y pasados de copas, el grupo decide retirarse, pero son interrumpidos por la matriarca del castillo, quien está de camino a misa, acompañada por un sacerdote y una procesión.

### Episodio 3c
Séptima secuencia nocturna: Marcello y Emma se encuentran conduciendo por una solitaria carretera; Emma comienza un argumento profesándole su amor y trata de bajar del auto, pero Marcello le ruega que no lo haga. Emma le dice que jamás encontrará una mujer que lo ame de la misma forma en que ella lo hace. Marcello se enfurece ante esto y le dice que no puede vivir con su sofocante y maternal amor. Él le pide que abandone el auto y ella se niega; Marcello la abofetea y la saca del vehículo a la fuerza y se retira conduciendo. Abandonada sola en la noche en medio de una carretera, Emma rompe a llorar. Después, ya ha amanecido, Emma todavía está sola en la carretera, sosteniendo un ramo de flores, cuando escucha un auto acercándose; es Marcello. Ella se sube al auto sin decir una palabra.
Sexta secuencia al amanecer: Marcello y Emma se encuentran acostados en una cama, acurrucados tiernamente cuando Marcello recibe una llamada. Inmediatamente Marcello corre desesperadamente al apartamento de Steiner, donde descubre que su amigo ha asesinado a sus dos hijos, para luego suicidarse.
Sexta secuencia diurna: Marcello espera junto con la policía la llegada de la esposa de Steiner. Marcello es el encargado de informarle de lo ocurrido a la mujer mientras paparazzis llegan a la escena para tomar fotografías.

### Episodio 7
Octava secuencia nocturna: Varios años después, un Marcello más viejo (ahora con canas en su cabello) y un grupo de jóvenes fiesteros entran a una casa de playa propiedad de Riccardo, un amigo de Marcello. La recientemente divorciada exesposa de Riccardo, Nadia, realiza un baile desnudista mientras Marcello intenta provocar a sus compañeros para realizar una orgía. Sin embargo, debido a su estado de embriaguez, la fiesta rápidamente desciende al caos con Marcello lanzando plumas de las almohadas mientras monta a una mujer que se arrastra en sus manos y rodillas. Riccardo aparece en la casa y furiosamente los expulsa a todos de la propiedad. 

### Epílogo
Séptima secuencia al amanecer: La fiesta se traslada a la playa, en donde encuentran a una gigantesca criatura similar a una mantarraya, atrapada en las redes de los pescadores. Marcello compara la criatura con el Leviatán y comenta cómo incluso en la muerte los ojos de la criatura permanecen amenazantes. 
Séptima secuencia diurna: Paola, la camarera del café, aparece en la playa con unos amigos y reconoce a Marcello, a quien trata de llamar, pero sus palabras se pierden en el aire, ahogadas por el sonido de las olas. Él señala su inhabilidad para escucharla o entender sus gestos. Marcello se desentiende y regresa con su grupo. En la toma final de la película, Paola saluda a Marcello y se queda mirándolo con una enigmática sonrisa.

## Reparto

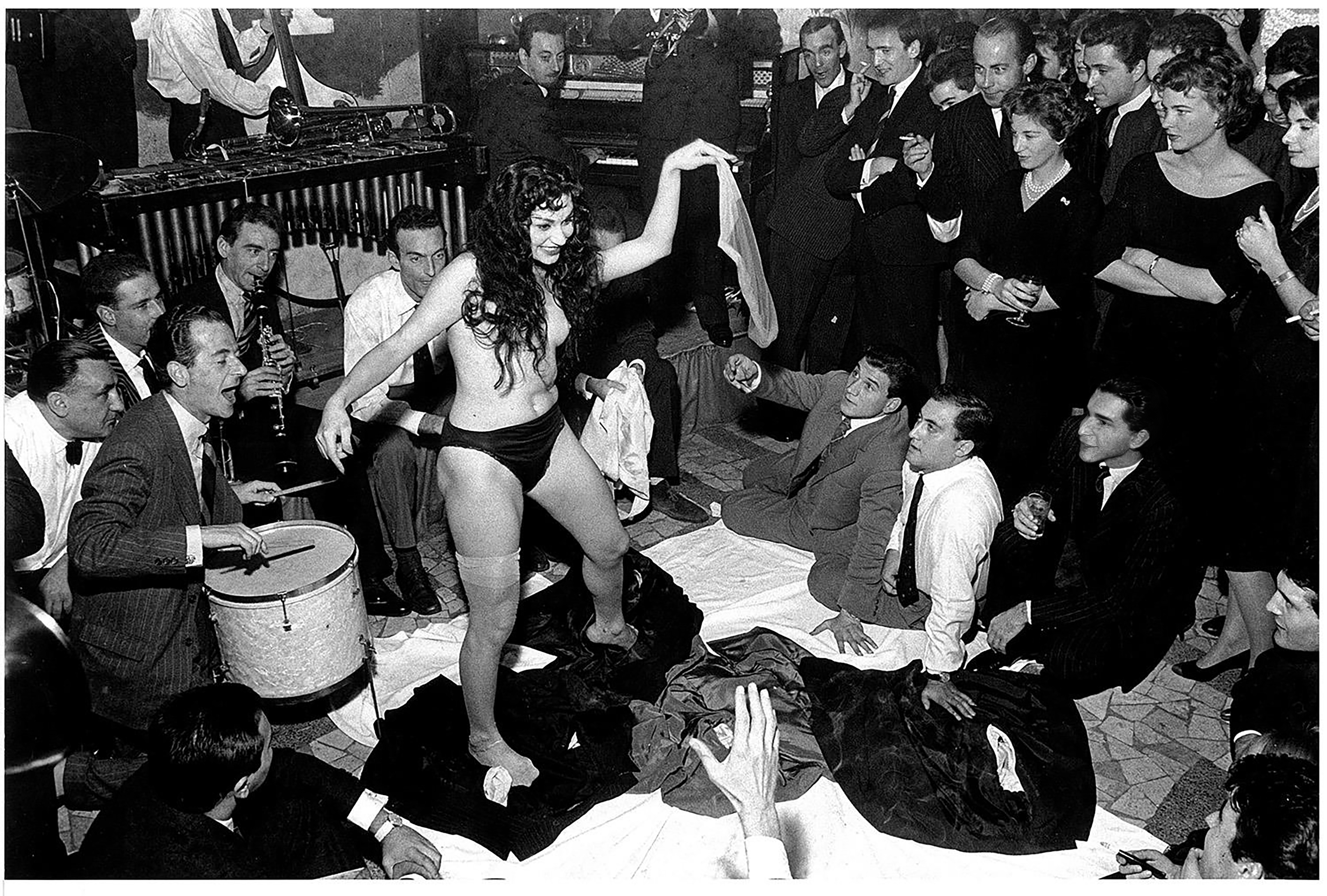
Una de las fotos que tomó Tazio Secchiaroli (1925 - 1998) del striptease que hizo Aïché Nana (1936 - 2014) el 5 de noviembre de 1958 en el restaurante Rugantino, del Trastévere, al término de la celebración del cumpleaños de la aristócrata, periodista y escritora Olghina di Robilant (n. 1934), fiesta en la que estaba presente Anita Ekberg, que después recrearía la escena para la película La dolce vita. Las fotos fueron publicadas en L'Espresso. Fellini se inspiró en este acontecimiento y en las historias que le contaba Secchiaroli, que aparece en la película en forma del personaje Paparazzo.

| Actor                | Personaje                |
| -------------------- | ------------------------ |
| Marcello Mastroianni | Marcello Rubini          |
| Anita Ekberg         | Sylvia                   |
| Anouk Aimée          | Maddalena                |
| Yvonne Furneaux      | Emma                     |
| Magali Noël          | Fanny                    |
| Alain Cuny           | Steiner                  |
| Nadia Gray           | Nadia                    |
| Annibale Ninchi      | Padre de Marcello        |
| Lex Barker           | Robert, esposo de Sylvia |
| Walter Santesso      | Paparazzo                |
| Valeria Ciangottini  | Paola                    |
| Riccardo Garrone     | Riccardo                 |
| Ida Galli            | Debutante del Año        |
| Audrey McDonald      | Jane                     |
| Polidor              | payaso                   |
| Gloria Jones         | Gloria                   |
| Alain Dijon          | Frankie Stout            |
| Enzo Cerusico        | Fotógrafo de prensa      |
| Nico                 | Nico                     |

## Premios
Premios del Círculo de Críticos de Cine de Nueva York
| Categoría                           | Resultado |
| ----------------------------------- | --------- |
| Mejor película en lengua extranjera | Ganadora  |